# Peter Chernin
Peter Chernin é um execultivo nascido em  Harrison, bairro de Nova York em 29 de maio de 1951. E atual presidente da 20th Century Fox. Entre 1996 a 2009, Peter ocupou vários cargos em empresas da News Corporation, um desses cargos foi de presidente e chefe operacional em Lorimar Film Entertainment e logo em seguida, em 2011, foi conselheiro administrativo da American Express e do Twitter. Além de ter diploma na Universidade da Califórnia.

## Filmografia
Lista de filmes que Peter estreia como produtor
- Calor... 2013
- Oblivion... 2013
- Parental Guidance... 2012

Lista de seriados que Peter estreia como produtor
- Hieroglyph... 2014-2015
- Nova garota... 2014-2015
- Nova garota... 2013-2014
- Ben & Kate... 2012-2013
- Nova garota... 2012-2013
- Tocar... 2012-2013[3]